# Football Club Malcantone Agno
Le FC Malcantone Agno était un club tessinois participant au championnat de Suisse de football de seconde division helvétique.
Créé en 1955, il était basé à Agno. En 2003, il est champion de 1re Ligue ; après une très bonne saison de  Challenge League, le club fusionne en 2004 avec l'AC Lugano. 

## Performances
- 1998-1999 : 9e de 1re Ligue
- : 4e de 1re Ligue
- 2000-2001 : 6e de 1re Ligue
- 2001-2002 . 1er de 1re Ligue
- 2002-2003 : 1er de 1re Ligue
- 2003-2004 : 4e de Challenge League

## Anciens joueurs
- Gaspar
- Mijat Marić
- Marco Padalino
- Paulinho
- Alberto Regazzoni
- Lorenzo Ferretti
- Manuel Rivera Garrido
- Umberto Romano
- Germano Vailati
- Ricardo Vilana